# Sveta Zita
Sveta Zita (Monte Sagrati, oko 1212. – Lucca, 27. travnja 1272.), talijanska sluškinja i svetica.

## Životopis
Rođena je u Monte Sagratiju, pored Lucca u Italiji. S 12. godine postaje sluškinja obitelji Paganoa di Fatinelli. 48 godina je bila sluškinja, pa domaćica, a zatim kao guvernanta
Sveta Zita je umrla u dobi od 60 godina posvetivši cijeli svoj život skromnim kućanskim poslovima.

## Štovanje
Nakon smrti ubrzo se razvilo popularno štovanje oko njezinog groba u San Fredianu. Liturgijsko štovanje na lokalnoj razini dopustio je papa Lav X. (početkom 16. stoljeća). Sveticom je proglašena 1696. godine, a njezino ime Rimskoj Martirologiji dodao je Benedikt XIV. 1748. godine. Spomendan joj se slavi 27. travnja.
U umjetnosti se Sveta Zita prikazuje u radnoj odjeći služavke s ključevima, krunicom, torbom, tri kruha, košarom voća, torbom, moleći se na izvoru i drugo. Zaštitnica je domaćica i slugu. Tijelo joj je ostalo neraspadnuto do danas.